# Batalla de Fengwudong
La batalla de Fengwudong (Hangul: 봉오동 전투 ; Hanja: 鳳梧 洞 戰 鬪) fue una batalla entre las milicias independentistas coreanas y las fuerzas japonesas en Manchuria, y fue una de las primeras operaciones de apoyo interno de las fuerzas independentistas coreanas. Del 6 al 7 de junio de 1920, se produjo un enfrentamiento entre una milicia independentista coreana de 1300 personas bajo el mando de Hong Beom-do (홍범도, 洪範 圖) y Choi Chin-dong (최진동, 崔振東) y un represivo batallón japonés formado por 500 efectivos. El hecho tuvo lugar durante la campaña del ejército japonés en Jiandao, en el contexto de la ocupación japonesa de Corea.